# Sklad
Sklad (Russisch: Склад; "opslag") of (lokaal) Tjoemjati is de naam van een nederzetting (selo) die vooral wordt bewoond door rendierherders. De plaats ligt aan de westoever van de rivier de Olenjok in de oeloes Boeloenski van de Russische deelrepubliek Sacha en ligt ten noorden van de poolcirkel op 71 graden noorderbreedte, op 290 kilometer ten noordwesten van het oeloescentrum Tiksi. Sklad vormt binnen deze oeloes het bestuurlijk centrum van de nasleg Toematski (waarbinnen het de enige plaats vormt) en telde 90 inwoners op 1 januari 2001.
Door zijn noordelijke ligging in Siberië is het klimaat bijzonder streng: de gemiddelde temperatuur in de maand januari is -35 graden, de gemiddelde temperatuur in de maand juli is 11 graden. Om die reden ligt de nederzetting in de toendra.
De nederzetting is met name van belang door zijn meteorologische station Tjoemjati (Тюмяти). Het meetstation werd in 1948 opgericht, en had toen 20 mensen in dienst. Verder is het gebied totaal onbewoond.